# Coupe du monde B de combiné nordique 1995
Navigation
1993 — 1994 1995 — 1996
| \| Lillehammer Vuokatti Oberhof Schwarzach Breitenwang Mayrhofen Szczyrk Štrbské Pleso \| Les sites des compétitions (manquent Lake Placid et Calgary) |
| Lillehammer Vuokatti Oberhof Schwarzach Breitenwang Mayrhofen Szczyrk Štrbské Pleso                                                                    |

La coupe du monde B de combiné nordique 1994 — 1995 fut la cinquième édition de la coupe du monde B de combiné nordique, compétition de combiné nordique organisée annuellement de 1991 à 2008 et devenue depuis la coupe continentale.
Elle s'est déroulée du 4 décembre 1994 au 26 mars 1995, en 6 épreuves.
Cette coupe du monde B a débuté en Norvège, dans la station de Lillehammer et a fait étape au cours de la saison
en Finlande (Vuokatti),
en Allemagne (Oberhof),
en Autriche (Schwarzach, Breitenwang et Mayrhofen),
aux États-Unis d'Amérique (Lake Placid),
au Canada (Calgary),
en Pologne, (Szczyrk),
pour s'achever en Slovaquie, à Štrbské Pleso.
Les épreuves de Lake Placid et Calgary marquèrent la première incursion de la coupe du monde B sur le continent américain.
Cette compétition a été remportée par le suisse Markus Wüst.

## Classement général
| Rang | Nom               | Points |
| ---- | ----------------- | ------ |
| 1    | Markus Wüst       | 172    |
| 2    | Zbyněk Pánek      | 147    |
| 3    | Sepp Buchner      | 122    |
| 4    | Enrico Heisig     | 119    |
| 5    | Falk Schwaar (de) | 117    |
| 6    | Gard Myhre        | 113    |
| 7    | Roland Braun      | 112    |
| 8    | Jermund Lunder    | 111    |
| 9    | Günther Csar      | 100    |
| 10   | Enrico Franke     | 99     |
| 11   | Topi Sarparanta   | 98     |
| 12   | Niki Kullmann     | 96     |

## Calendrier
| Date              | Épreuve      | Vainqueur           | Deuxième            | Troisième       |
| 1. Lillehammer    |              |                     |                     |                 |
| 4/12/1994         | K90 / 15 km  | Halldor Skard       | Tapio Nurmela       | Jens Deimel     |
| 2 - 3. Vuokatti   |              |                     |                     |                 |
| 11/12/1994        | K90 / 15 km  | Halldor Skard       | Hannu Manninen      | Kristian Hammer |
| 18/12/1994        | K90 / 15 km  | Halldor Skard       | Christoph Eugen     | Hannu Manninen  |
| 4. Oberhof        |              |                     |                     |                 |
| 5/01/1995         | K90 / 15 km  | Enrico Heisig       | Günther Csar        | Jermund Lunder  |
| 5. Schwarzach     |              |                     |                     |                 |
| 8/01/1995         | K90 / 15 km  | Knut Borge Andersen | Sylvain Guillaume   | Kenneth Braaten |
| 6. Breitenwang    |              |                     |                     |                 |
| 15/01/1995        | K90 / 15 km  | Tim Tetreault       | Georg Riedelsperger | Sepp Buchner    |
| 7. Mayrhofen      |              |                     |                     |                 |
| 29/01/1995        | K90 / 15 km  | Markus Wüst         | Falk Schwaar (de)   | Sepp Buchner    |
| 8. Lake Placid    |              |                     |                     |                 |
| 12/02/1995        | K90 / 15 km  | Zbyněk Pánek        | Gard Myhre          | Ladislav Rygl   |
| 9. Calgary        |              |                     |                     |                 |
| 18/02/1995        | K90 / 15 km  | Armin Krügel        | Shinsuke Ishida     | Zbyněk Pánek    |
| 10. Szczyrk       |              |                     |                     |                 |
| 23/03/1995        | K90 / 7,5 km | Markus Wüst         | Gard Myhre          | Zbyněk Pánek    |
| 11. Štrbské Pleso |              |                     |                     |                 |
| 26/03/1995        | K90 / 15 km  | Jan Krotil          | Markus Wüst         | Ricardo Stärker |